# Tudhaliya
Tudhaliya is een hypothetische koning van de Hettieten. Hij zou aan het eind van de 18e eeuw v.Chr. hebben geregeerd. Het is mogelijk dat deze koning de overgrootvader van Hattusili I is. Moderne Bijbelwetenschappers geloven dat ofwel Tudhaliya, ofwel zijn veel latere naamgenoot Tudhaliya I dezelfde is als Tidal, koning der naties, die in het boek Genesis genoemd wordt als degene die samen met koning Chedorlaomer van Elam de rebellen in Kanaan aanviel.